# Seleção Brasileira de Futebol Feminino Sub-20
A Seleção Brasileira de Futebol Feminino Sub-20 é a equipe de jogadoras com idade inferior a 20 anos que representa o Brasil nas principais competições internacionais femininas da categoria. Seu principal papel é o desenvolvimento das jogadoras em preparação para a Seleção Brasileira de Futebol Feminino. Na história da seleção Sub-20, as brasileiras venceram todas as edições do Campeonato Sul-Americano de 2004, 2006, 2008, 2010, 2012, 2014, 2015, 2018, 2022 e 2024.
As melhores participações do Brasil Sub-20 na Copa do Mundo Feminina Sub-20 da FIFA foram em 2006 e 2022, quando conquistaram a medalha de bronze.

## Títulos
| CONTINENTAIS | CONTINENTAIS             | CONTINENTAIS | CONTINENTAIS                                                |
|              | Competição               | Vezes        | Ano                                                         |
| ------------ | ------------------------ | ------------ | ----------------------------------------------------------- |
|              | Campeonato Sul-Americano | 10           | 2004, 2006, 2008, 2010, 2012, 2014, 2015, 2018, 2022 e 2024 |

 Campeão invicto

## Campanhas destacadas
- Copa do Mundo: 3º lugar (Canadá 2006, Costa Rica 2022) e 4º lugar (Tailândia 2002 e Rússia 2004)

## Desempenho em competições oficiais
| Campeonato Sul-Americano Feminino Sub-20 | Campeonato Sul-Americano Feminino Sub-20 | Campeonato Sul-Americano Feminino Sub-20 | Campeonato Sul-Americano Feminino Sub-20 | Campeonato Sul-Americano Feminino Sub-20 | Campeonato Sul-Americano Feminino Sub-20 | Campeonato Sul-Americano Feminino Sub-20 | Campeonato Sul-Americano Feminino Sub-20 |
| Total: 10 títulos                        | Total: 10 títulos                        | Total: 10 títulos                        | Total: 10 títulos                        | Total: 10 títulos                        | Total: 10 títulos                        | Total: 10 títulos                        | Total: 10 títulos                        |
| Ano                                      | Fase                                     | J                                        | V                                        | E[i]                                     | D                                        | GP                                       | GC                                       |
| ---------------------------------------- | ---------------------------------------- | ---------------------------------------- | ---------------------------------------- | ---------------------------------------- | ---------------------------------------- | ---------------------------------------- | ---------------------------------------- |
| 2004                                     | Campeão                                  | 3                                        | 3                                        | 0                                        | 0                                        | 16                                       | 4                                        |
| 2006                                     | Campeão                                  | 7                                        | 6                                        | 1                                        | 0                                        | 37                                       | 2                                        |
| 2008                                     | Campeão                                  | 7                                        | 7                                        | 0                                        | 0                                        | 30                                       | 0                                        |
| 2010                                     | Campeão                                  | 6                                        | 6                                        | 0                                        | 0                                        | 25                                       | 3                                        |
| 2012                                     | Campeão                                  | 7                                        | 7                                        | 0                                        | 0                                        | 27                                       | 1                                        |
| 2014                                     | Campeão                                  | 7                                        | 6                                        | 1                                        | 0                                        | 24                                       | 3                                        |
| 2015                                     | Campeão                                  | 7                                        | 4                                        | 3                                        | 0                                        | 12                                       | 4                                        |
| 2018                                     | Campeão                                  | 7                                        | 7                                        | 0                                        | 0                                        | 30                                       | 1                                        |
| 2022                                     | Campeão                                  | 7                                        | 7                                        | 0                                        | 0                                        | 22                                       | 0                                        |
| 2024                                     | Campeão                                  | 9                                        | 8                                        | 0                                        | 1                                        | 21                                       | 4                                        |
| Total                                    | 10/10                                    | 67                                       | 61                                       | 5                                        | 1                                        | 244                                      | 22                                       |

| Copa do Mundo Feminina Sub-20 da FIFA | Copa do Mundo Feminina Sub-20 da FIFA | Copa do Mundo Feminina Sub-20 da FIFA | Copa do Mundo Feminina Sub-20 da FIFA | Copa do Mundo Feminina Sub-20 da FIFA | Copa do Mundo Feminina Sub-20 da FIFA | Copa do Mundo Feminina Sub-20 da FIFA | Copa do Mundo Feminina Sub-20 da FIFA |
| Total: 0 título                       | Total: 0 título                       | Total: 0 título                       | Total: 0 título                       | Total: 0 título                       | Total: 0 título                       | Total: 0 título                       | Total: 0 título                       |
| Ano                                   | Fase                                  | J                                     | V                                     | E[i]                                  | D                                     | GP                                    | GC                                    |
| ------------------------------------- | ------------------------------------- | ------------------------------------- | ------------------------------------- | ------------------------------------- | ------------------------------------- | ------------------------------------- | ------------------------------------- |
| 2002                                  | Quarto lugar                          | 6                                     | 4                                     | 2                                     | 0                                     | 16                                    | 8                                     |
| 2004                                  | Quarto lugar                          | 6                                     | 3                                     | 0                                     | 3                                     | 10                                    | 12                                    |
| 2006                                  | Terceiro lugar                        | 6                                     | 2                                     | 3                                     | 1                                     | 4                                     | 2                                     |
| 2008                                  | Quartas de final                      | 4                                     | 3                                     | 0                                     | 1                                     | 13                                    | 5                                     |
| 2010                                  | Fase de Grupo                         | 3                                     | 1                                     | 1                                     | 1                                     | 5                                     | 3                                     |
| 2012                                  | Fase de Grupo                         | 3                                     | 0                                     | 2                                     | 1                                     | 2                                     | 4                                     |
| 2014                                  | Fase de Grupo                         | 3                                     | 0                                     | 1                                     | 2                                     | 2                                     | 7                                     |
| 2016                                  | Quartas de final                      | 4                                     | 1                                     | 1                                     | 2                                     | 13                                    | 8                                     |
| 2018                                  | Fase de Grupo                         | 3                                     | 0                                     | 1                                     | 2                                     | 4                                     | 6                                     |
| 2022                                  | Terceiro lugar                        | 6                                     | 4                                     | 1                                     | 1                                     | 13                                    | 3                                     |
| 2024                                  | Quartas de final                      | 5                                     | 4                                     | 0                                     | 1                                     | 17                                    | 2                                     |
| 2026                                  | A definir                             | A definir                             | A definir                             | A definir                             | A definir                             | A definir                             | A definir                             |
| Total                                 | 11/11                                 | 49                                    | 22                                    | 12                                    | 15                                    | 99                                    | 60                                    |

## Convocação mais recente
O técnico Jonas Urias convocou as seguintes atletas para a disputa do Campeonato Sul-Americano Feminino Sub-20, na Argentina.
| Número | Nome            | Posição  | Clube           |
| ------ | --------------- | -------- | --------------- |
|        | Nicole Ramos    | Goleira  | Santos          |
|        | Mayara          | Goleira  | Internacional   |
|        | Marcelle        | Goleira  | São Paulo       |
|        |                 |          |                 |
|        | Bruna           | Lateral  | Internacional   |
|        | Gisseli         | Lateral  | Grêmio          |
|        |                 |          |                 |
|        | Camila          | Zagueira | Avaí/Kindermann |
|        | Isadora         | Zagueira | Internacional   |
|        | Flávia Caroline | Zagueira | Iranduba        |
|        | Lauren          | Zagueira | São Paulo       |
|        |                 |          |                 |
|        | Angelina        | Meia     | Palmeiras       |
|        | Ana Vitória     | Meia     | Benfica         |
|        | Cris            | Meia     | São Paulo       |
|        | Raquel          | Meia     | Valadares Gaia  |
|        | Yaya            | Meia     | São Paulo       |
|        | Duda            | Meia     | Cruzeiro        |
|        | Mariza          | Meia     | Grêmio          |
|        |                 |          |                 |
|        | Micaelly        | Atacante | Cruzeiro        |
|        | Jaqueline       | Atacante | São Paulo       |
|        | Jhennifer       | Atacante | Internacional   |
|        | Mylena          | Atacante | Avaí/Kindermann |
|        | Marta           | Atacante | Grêmio          |
|        | Nycole          | Atacante | Benfica         |